# Vương quốc Kediri
Vương quốc Kediri là một vương quốc cổ tồn tại ở đảo Java và đảo Bali, thuộc Indonesia ngày nay từ thế kỷ 11 đến thế kỷ 13, đây là vương quốc kế thừa vương quốc Medang đã từng tồn tại trước đó

## Hình thành
Sau cái chết của vua Airlanga, vương quốc Medang được phân chia làm hai vương quốc ở phía đông và phía tây là Jangala và Panjalu vào năm 1049. Ở phía tây, vương quốc Panjalu có kinh đô tại Daha (ngày nay là thành phố Kediri), gồm các vùng đất Kediri và Madiun, với một lối thông ra biển đổ vào vịnh Surabaya, trong thời gian từ 1049 - 1060, các vị vua của Panjalu đã lần lượt tấn công và thôn tính quốc gia phía tây là Jangala và hợp nhất hai quốc gia lại thành vương quốc Kediri

## Quan hệ với lân bang

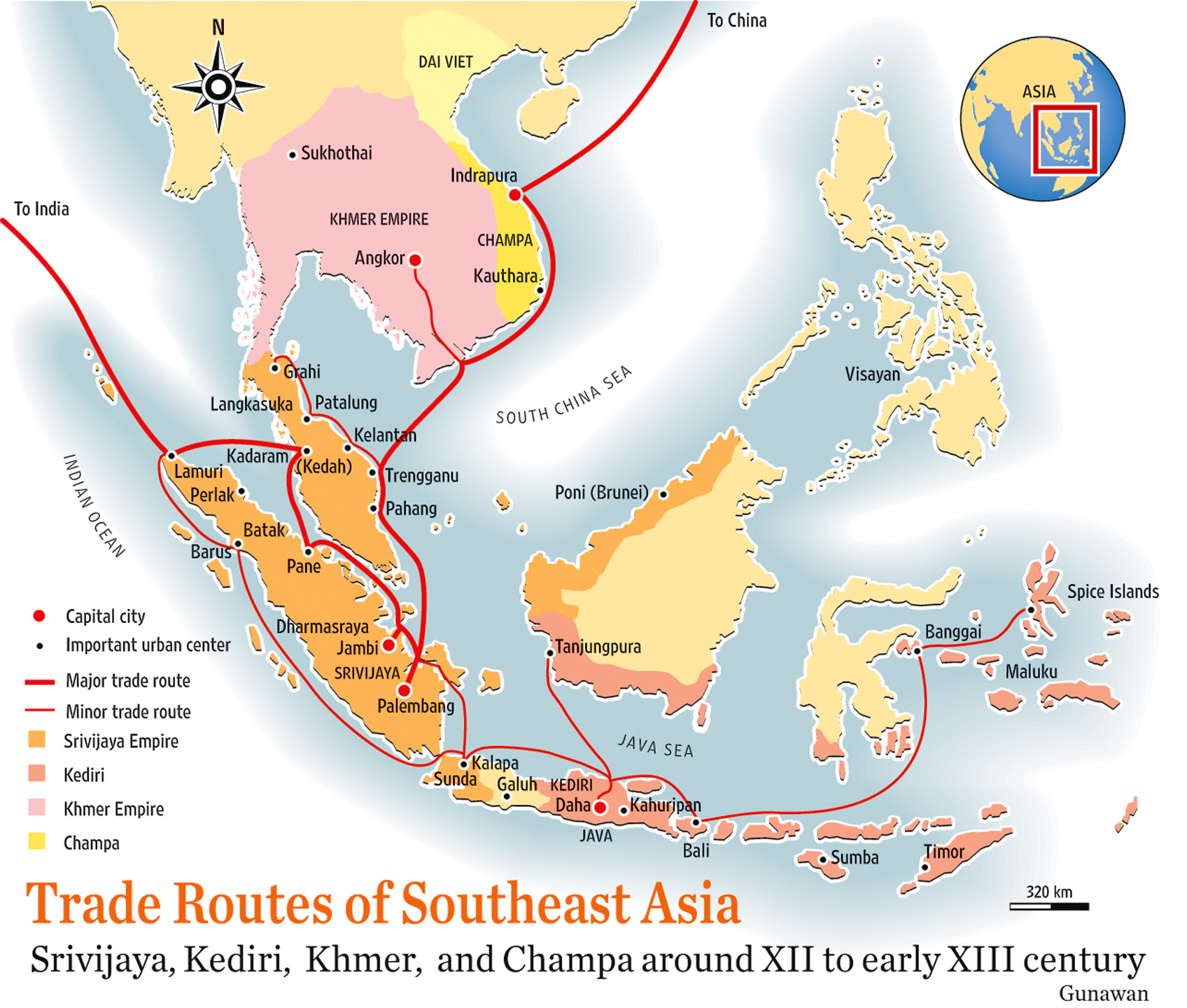
Kediri với các giao thương trong vùng

Các ghi chép về lịch sử ở đảo Java trong thời kỳ này tương đối mời nhạt, Tài liệu cổ của Trung Hoa - Tống sử có ghi chép, đoàn sứ thần từ Java đến nhà Tống năm 1156 do nhà vua Sri Maharaja cử tới và kế tiếp là đoàn sứ thần tới vào năm 1178. Đối với những nhà địa lý học người Ả Rập cũng có ghi chép về sự kiện vào cuối thế kỷ 12, nội tình ở Trung Quốc rối ren bởi những sự phản loạn, những người dân Trung Hoa đã chuyển việc buôn bán của họ đến Java và những đảo phụ thuộc gần đó, thiết lập mối quan hệ thân hữu với người dân xứ đó. Chính vì vậy hòn đảo này trở trên đông đúc dân cư và có nhiều người nước ngoài lui tới

## Danh sách các vị vua Kediri
- Sri Jayawarşa Digjaya Çāstaprabhu (1104_1115). Trong khi ghi chép của ông ngày 1104, như Airlangga, ông tuyên bố mình là hóa thân của Avatar hoặc của Vishnu.
- Kamecvara (1115 - 1130): niên hiệu Dharmaja là nhà vua đã khi ở ngôi đã sáng tác ra tác phẩm thơ Smaradahana bằng tiếng Java, kể lại truyền thuyết thần tình yêu Siva bị đốt cháy
- Jayabhaya (1135 - 1157): niên hiệu Dharmecvara, vào thời ông nhà thơ Sedah năm 1157 bắt đầu biên tập sang tiếng Java cuốn Bharatayuddha, nói về lịch sử các trận đánh của Mahabharata
- Sarvecvara (1160_1170)
- Aryecvara (1170_1180)
- Kroncharyadipa (tức Gandra): 1180_1190
- Çrngga (1190_1200), với tên chính thức là Sri Maharaja Sri Sarwweçwara Triwikramawataranindita Çrngga lancana Digwijayottunggadewa. Ông đã sử dụng một cangkha (cánh vỏ) trên mặt trăng lưỡi liềm như con dấu của hoàng gia của mình.
- Kritajaya (hay Kertajaya) (1200_1222)

## Sự kết thúc của Kediri
Vào đầu thế kỷ 13, ngai vàng Kediri nằm trong nay Kritajaya, vào cuối vương triều ông, một người tên là Angrok, sau khi đã nắm chắc quyền cai trị xứ Tumapel ở vùng đông bắc Java đã bắt xứ Jangala cũ phải tuân phục và chống lại nhà vua Kediri. Sự thành lập triều đại mới ở Tumapel ở trong nước Jangala cũ đã được coi như nhự sự phục hồi của vương quốc của Airlanga trước đây, với nguyên nhân chính là kinh đô cũ nằm ở Jangala, vì thế Angrok tự xem minh là người đã nối lại những truyền thống của vương quốc của người Java xưa - Mataram.
Theo hai cuốn biên niên bằng tiếng Java là Nagarakritagama (viết vào năm 1365) và Pararaton (viết vào cuối thế kỷ 15), người ta biết được rằng: Năm 1222, Angrok tiến về kinh đô Kediri và mở một trận quyết chiến ở Ganter, nhà vua cuối cùng của Kediri là Kritajaya đã bị đánh bại và mất tích. Từ đó Kediri trở thành một bộ phận của vương quốc mới, tên ban đầu là vương quốc Tumapel, hay vương quốc Singhasari (tên gọi phổ biến hơn vì vương quốc mới của Angrok đặt kinh đô ở Singhasari)